# Bielener See
Der Bielener See (auch Bielener Teich, Bielener Kiesgewässer oder Kiesschacht) ist ein Baggersee mit Badestelle südöstlich von Nordhausen (Thüringen). Benannt ist der See nach dem angrenzenden Nordhäuser Ortsteil Bielen.
Der See liegt zwischen dem Fluss Zorge und der Bahntrasse Richtung Halle. Er entstand durch Kiesabbau in den 1960er Jahren, der Anfang der 1990er eingestellt wurde. Zeitweise wurde der See zur Forellenzucht genutzt.
Im nordwestlichen Bereich des Bielener Sees ist eine circa 300 Meter lange Badestelle ausgewiesen und mit Liegewiese mit FKK-Bereich, Toiletten, Parkplätzen, Kiosk, Beachvolleyballplätzen und auch einem Zeltplatz touristisch erschlossen.
Neben dem Baden und der Naherholung wird der See zum Angeln und Tauchen genutzt.

## Fauna
Laut dem örtlich ansässigen Angelverein befinden sich neben Krebsen und Muscheln folgende Fischarten in dem Gewässer:
- Aal
- Barsch
- Hecht
- Karpfen
- Plötze
- Wels
- Zander
- Regenbogenforelle
- Döbel
- Karausche
- Rotfeder
- Schleie
- Blei
- Giebel
- Güster
- Marmorkarpfen
- Silberkarpfen
- Quappe